# Die Hard: Nakatomi Plaza
Die Hard: Nakatomi Plaza è un videogioco sparatutto in prima persona sviluppato dalla Piranha Games e pubblicato per Microsoft Windows nel 2002 dalla Sierra Entertainment. Il suo gameplay è basato sul film del 1988 Trappola di cristallo. Il videogioco utilizza la voce di Reginald VelJohnson, nel ruolo di Al Powell.